# Xiahe-Unterkiefer

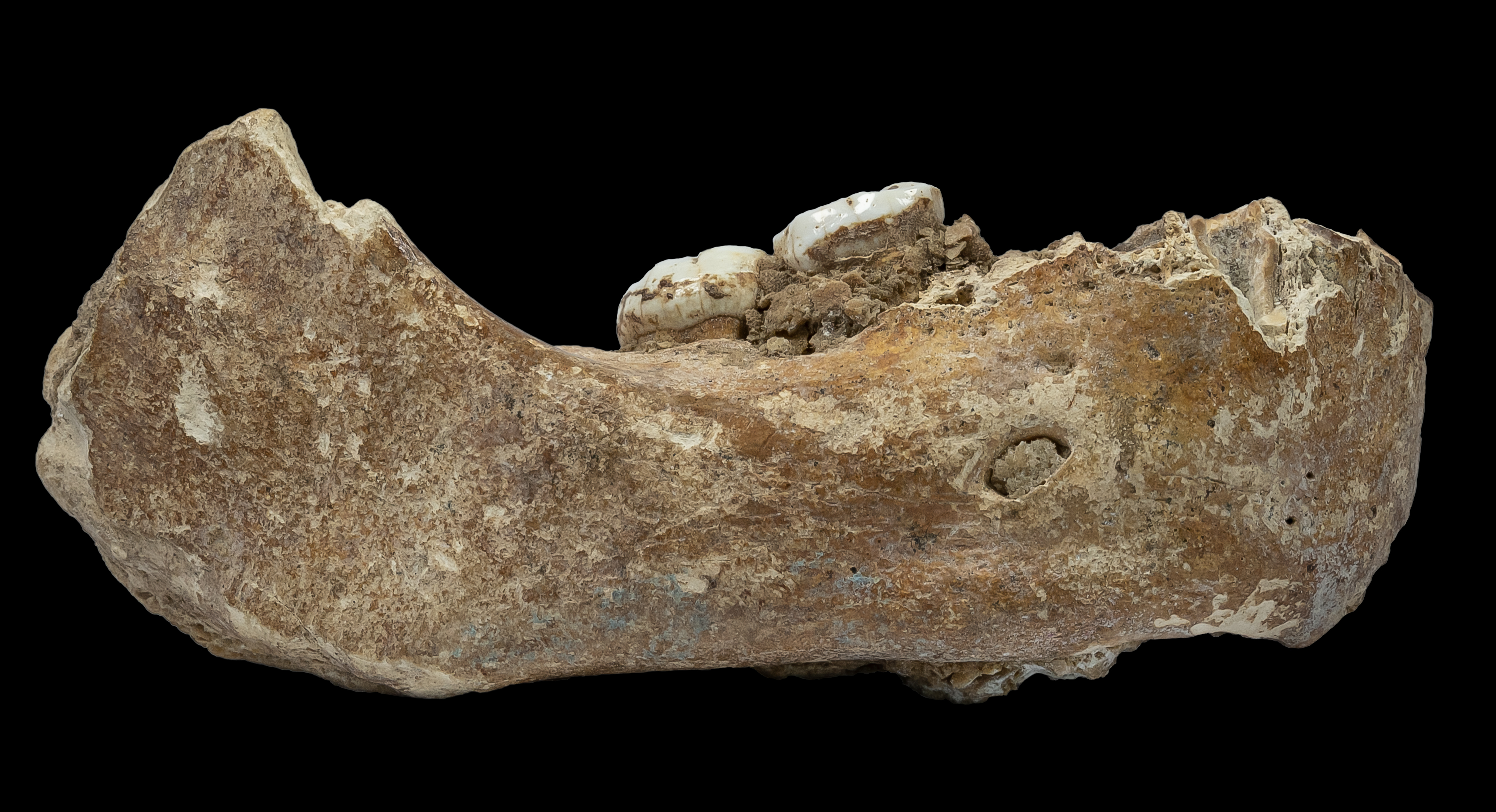
Xiahe-Unterkiefer

Xiahe-Unterkiefer ist die Bezeichnung eines Fossils, das im nordöstlichen Hochland von Tibet entdeckt und für das ein Alter von annähernd 160.000 Jahren berechnet wurde. In einer im Jahr 2019 in der Fachzeitschrift Nature publizierten Studie wurde bekannt gegeben, dass der Unterkiefer (hier benannt als Xiahe mandible) den Denisova-Menschen zuzuschreiben ist. Dieser Fossilfund war zugleich der erste Nachweis der Denisova-Menschen außerhalb der im Altaigebirge in Sibirien gelegenen Denissowa-Höhle und der älteste bekannte Beleg für die Anwesenheit eines Vertreters der Hominini im Hochland von Tibet.
Benannt wurde der Xiahe-Unterkiefer (Sammlungsname: Xiahe 1) nach seinem Fundort in der Baishiya-Höhle, einer paläoanthropologischen und archäologischen Fundstätte im Kreis Xiahe des Autonomen Bezirks Gannan der Tibeter, Volksrepublik China. Im Jahr 2020 wurde ergänzend berichtet, dass auch aus unterschiedlich tiefen Sedimentschichten der Höhle Denisova-DNA geborgen werden konnte. Diesen Analysen zufolge hielten sich Denisova-Menschen auch vor 100.000, 60.000 und 45.000 Jahren in der Höhle auf.

## Entdeckung
Der Xiahe-Unterkiefer war 1980 von einem unbekannten Mönch in der auf 3280 Meter Höhe gelegenen Baishiya-Höhle entdeckt und an Jigme Tenpe Wangchug, den 6. Gungthang Rinpoche des Klosters Labrang übergeben worden, der ihn an die Wissenschaftler der Lanzhou-Universität in Lanzhou weitergab. Die Höhle ist eine Gebetsstätte des tibetischen Buddhismus und seit langem bekannt als Lagerstätte von „Drachenknochen“, die von der lokalen Bevölkerung zermahlen und als traditionelle tibetische Medizin verwendet werden. Vermutlich weil das Fossil dem Unterkiefer eines modernen Menschen ähnelt, blieb es von dieser Nutzung verschont.

## Datierung
Anhand von mehreren Proben aus unterschiedlichen Bereichen der am Unterkiefer anhaftenden Kalkkrusten war es möglich, mit Hilfe der Uran-Thorium-Datierung das Alter dieser Krusten zu bestimmen: demnach sind die äußerlichen Kalkkrusten 155.000 ± 15.000 Jahre alt, für die innersten wurde ein Alter von 163.000 ± 10.000 Jahre berechnet. Daraus kann abgeleitet werden, dass der Unterkiefer annähernd 160.000 Jahre alt ist und somit aus dem Mittelpleistozän stammt.

## Proteinanalysen
Im Juli 2016 nahmen Forscher der Lanzhou-Universität Kontakt mit Jean-Jacques Hublin vom Max-Planck-Institut für evolutionäre Anthropologie auf, um gemeinsam den Xiahe-Unterkiefer auf mögliche Reste von fossiler DNA (aDNA) zu untersuchen. Zwar gelang es in den folgenden Jahren nicht, aDNA-Proben zu extrahieren, wohl aber konnten Reste von Proteinen aus Dentin gewonnen werden. In Ermangelung von aDNA kann dank der Methoden der Paläoproteomik aus dem Aufbau von Proteinen (aus ihrer Aminosäuresequenz) auf die sie codierenden Gene zurückgeschlossen werden, so dass über diesen Umweg doch noch ein Vergleich mit andernorts gewonnener aDNA ermöglicht wird. Den Forschern zufolge waren die extrahierten Proteine zwar stark degradiert, aber dennoch eindeutig von möglichen Verunreinigungen durch moderne Proteine unterscheidbar.
Eine phylogenetische Analyse des gewonnenen Proteoms ergab „einen phylogenetischen Baum, der exakt die stammesgeschichtliche Entwicklung der Großen Menschenaffen widerspiegelte, einschließlich der Verwandtschaft von Homo sapiens, Neanderthalern und Denisova-Menschen. Innerhalb dieses Beziehungssystems steht das Xiahe-Proteom dem der Denisova-Menschen am nächsten.“ Zum gleichen Ergebnis kam die Analyse von Einzelnukleotid-Polymorphismen. Die Max-Planck-Gesellschaft fasste die Ergebnisse der Untersuchungen 2019 wie folgt zusammen: „Unsere Proteinanalyse hat ergeben, dass der Xiahe-Unterkiefer zu einer Population gehörte, die eng mit den Denisova-Menschen aus der Denisova-Höhle verwandt war.“ Einschränkend wurde in der Studie erwähnt, dass bislang nur ein einziges Genom der Denisova-Menschen entschlüsselt worden sei, dasjenige der Funde aus der Denisova-Höhle, weswegen die genetische Variation zwischen den Denisova-Populationen bislang unbekannt ist.

## Weitere Merkmale
Der Xiahe-Unterkiefer zeigt morphologische Merkmale, die als typisch gelten für archaische hominine Fossilien aus dem Mittelpleistozän, beispielsweise für Homo heidelbergensis, den Vorfahren der Neandertaler: Der Kieferknochen ist relativ dick und daher sehr robust und wird nach hinten hin im Vergleich mit der Frontseite flacher. Sehr gut erhalten geblieben sind zwei sehr große Molaren M1 und M2, ferner Fragmente von sechs vorderen Zähnen ohne Kronen (zwei Prämolare, ein Eckzahn, drei Schneidezähne). Hervorgehoben wurde, dass der Unterkiefer sich von Homo-erectus-Unterkiefern unterscheide, aber Ähnlichkeiten mit den Xujiayao- und Xuchang-Fossilien sowie insbesondere mit dem Fossil Penghu 1 von den Penghu-Inseln (Taiwan) aufweise.
Aufgrund der besonderen Merkmale der erhaltenen Backenzähne und ihrer Wurzeln, die von den Gegebenheiten bei Neandertalern und beim archaischen Homo sapiens abweichen, hoffen die chinesischen Forscher nun, im Bestand der bereits archivierten homininen Fossilien weitere Exemplare identifizieren zu können, die den Denisova-Menschen zuzuordnen sind.
Anlass zu Mutmaßungen über die genetische Nähe der Denisova-Menschen zu den heutigen Asiaten gab ein besonderes Merkmal der Bezahnung, das auch beim Fossil Penghu 1 belegt ist, denn der Molar M2 besitzt drei Wurzeln. Bei weniger als 3,5 Prozent aller Menschen außerhalb Asiens hat der Molar M2 drei Wurzeln, wohl aber bei mehr als 40 Prozent der Einwohner Chinas; die übrigen Menschen besitzen nur zwei M2-Wurzeln. Bisheriger Stand der Forschung war, dass die drei Wurzeln sich erst in den aus Afrika nach Asien ausgewanderten Populationen durchgesetzt hatten. Eine im Juli 2019 publizierte Studie schloss hingegen nicht aus, dass die Dreiwurzeligkeit durch Introgression von den Denisova-Menschen zum asiatischen Homo sapiens gelangt sein könnte. Diese Mutmaßung ist allerdings umstritten.

## Das FossilXiahe 2
2024 wurde der Fund eines zweiten Fossils der Denisova-Menschen publiziert (bezeichnet als Xiahe 2), das Bruchstück einer Rippe, deren Alter mit rund 48.000 bis 32.000 Jahren angegeben wurde.

## Belege
1. 1 2 3  Fahu Chen et al.: A late Middle Pleistocene Denisovan mandible from the Tibetan Plateau. In: Nature. Band 569, Nr. 7756, 2019, S. 409–412, doi:10.1038/s41586-019-1139-x.
2. ↑  Lageplan des Fundorts im Hochland von Tibet.
3. ↑  Dongju Zhang et al.: Denisovan DNA in Late Pleistocene sediments from Baishiya Karst Cave on the Tibetan Plateau. In: Science. Band 370, Nr. 6516, 2020, S. 584–587, doi:10.1126/science.abb6320.
 Denisovan DNA found in cave on Tibetan Plateau. (Memento vom 3. November 2020 im Internet Archive) Im Original erschienen auf sciencemag.org vom 29. Oktober 2020.
4. 1 2   Jean-Jacques Hublin: How We Found an Elusive Hominin in China. Auf: sapiens.org vom 1. Mai 2019.
5. ↑  Denisovaner waren erste Menschenform im Hochland von Tibet. Auf: mpg.de vom 1. Mai 2019.
6. ↑  Digitale Rekonstruktion: der von anhaftenden Kalkkrusten befreite Tibet-Unterkiefer. Auf: nature.com vom 1. Mai 2019.
7. ↑  Ann Gibbons: First fossil jaw of Denisovans finally puts a face on elusive human relatives. Auf: sciencemag.org vom 1. Mai 2019.
8. ↑  Shara E. Bailey, Jean-Jacques Hublin und Susan C. Antón: Rare dental trait provides morphological evidence of archaic introgression in Asian fossil record. In: PNAS. Band 116, Nr. 30, 2019, S. 14806–14807, doi:10.1073/pnas.1907557116.
9. ↑  G. Richard Scott, Joel D. Irish und María Martinón-Torres: A more comprehensive view of the Denisovan 3-rooted lower second molar from Xiahe. In: PNAS. Online-Vorabveröffentlichung vom 17. Dezember 2019, doi:10.1073/pnas.1918004116. 
 Shara E. Bailey, Kornelius Kupczik, Jean-Jacques Hublin und Susan C. Antón: Reply to Scott et al: A closer look at the 3-rooted lower second molar of an archaic human from Xiahe. In: PNAS. Band 117, Nr. 1, 2020, S. 39–40, doi:10.1073/pnas.1918959116.
10. ↑  Huan Xia et al.: Middle and Late Pleistocene Denisovan subsistence at Baishiya Karst Cave. In: Nature. Online-Vorabveröffentlichung vom 3. Juli 2024, doi:10.1038/s41586-024-07612-9.
 How Denisovans thrived on top of the world: mysterious ancient humans’ survival secrets revealed. Auf: nature.com vom 3. Juli 2024.